# Razzia in Paris
Razzia in Paris (Originaltitel: Razzia sur la chnouf) ist ein französischer Kriminalfilm mit Jean Gabin aus dem Jahr 1955 nach dem gleichnamigen Roman von Auguste Le Breton.

## Handlung
Henri „le Nantais“ kommt nach Reisen durch Asien, Latein- und Nordamerika nach Frankreich zurück. Wegen seines Rufs, hervorragende Arbeit für einen US-Boss geleistet zu haben, beauftragt ihn der Pariser Drogenboss Liski mit der operativen Führung in Paris. Henri soll in der „verlotterten“ Organisation für Ordnung sorgen; zur Tarnung fungiert er als Geschäftsführer eines gut laufenden Restaurants. Dabei geht er eine Beziehung mit der Kassiererin Lisette ein.
Die beiden Gorillas von Liski, „der Katalane“ und Bibi, erhalten von Henri den Namen eines Bandenmitglieds, eines Schmugglers, der aus dem Geschäft aussteigen will. Sie rauben ihn aus und töten ihn. Henri lässt sich innerhalb der Organisation das ganze Vertriebsnetz bis zu den Endabnehmern vorführen. Dabei besucht er ein Labor, in dem der Chemiker der Bande Rohopium zu Heroin verarbeitet. Ein Velokurier, der auf eigene Faust Stoff abgezweigt und an einen Zwischenhändler verkauft hat, wird in Liskis Auftrag getötet. Derweil besichtigt Henri eine chinesisch dekorierte Opiumhölle. Kurz nach einer Reise nach Le Havre, bei der er 40 Kilogramm an englische Mittelsmänner übergeben hat, fliegen die Engländer auf: im Restaurant gibt es eine Polizeirazzia. Die Polizei nimmt alle Anwesenden fest und Henri in die Mangel. Wieder freigelassen befasst sich Henri mit einer zerrütteten, abhängigen Kleinhändlerin. Sie führt ihn in ein Lokal, in dem schwarze Männer Marijuana rauchen. Als „der Katalane“ und Bibi später Léa in einer Kneipe auflauern wollen, erwartet sie dort die Polizei. Sie schießen zwei Beamte nieder und flüchten. Als Versteck bietet Liski ihnen sein entlegenes Jagdhaus auf dem Land an, und Henri fährt sie dorthin. Doch schon bald rückt die Polizei an; Bibi und „der Katalane“ kommen bei der folgenden Schießerei um. Parallel dazu führt die Polizei in der Stadt eine Razzia in der Szene durch. Nun kann „Henri le Nantais“ seine Maskierung ablegen, er ist Polizeiinspektor.

## Hintergrund
Filmarchitekt war Raymond Gabutti.

## Kritik
„Nach einem Kriminalroman von Le Breton – bekannt für seinen harten Realismus und seinen ruppigen Tonfall – überzeugend inszenierter Gangsterfilm, der das Milieu der Rauschgifthändler bestens ausleuchtet. Spannend und dramaturgisch clever gemacht.“